# Тара (Махавидья)
Тара (санскр. तारा, IAST: Tārā «звезда») — в индуизме вторая из десяти Махавидий, тантрическая манифестация Махадеви, Кали или Парвати.

## Легенды
Тара описана в 17-й главе Рудраямалы, в которой рассказываются неудачные попытки брахманического мудреца Васиштхи поклоняться Таре (первоначальное местоположение мудреца обычно называется на берегу океана или в Камакхье, согласно Брахмаямале), последующая его встреча с Вишну в форме Будды в районе Махачины и позже успех Васиштхи посредством обряда каула, в которых используются пять действий Шакти-каула-тантры. Тара также описывается как форма Атхарваведы (атхарваведашакхини). Её муж Бхайрава описывается как Акшобхья в Тодала-тантре, потому что он выпил смертельный яд халахалы без возбуждения (акшобха). Согласно Сватантра-тантре, Тара защищает своих преданных от трудных опасностей (санскр. Угры), и поэтому она также известна как Угратара. Богиня вездесуща и также проявляется и на Земле. Говорят, что преданный, достигший успеха в своей мантре, обретает способность сочинять стихи, полностью понимает все шастры и достигает мокши.

## Известные современные последователи
В Бенгалии литературные произведения Садхаки Рампрасада Сены начали новую фазу классическому тайному культу Тары, и его учения повлияли на образ божества. В его песнях она называлась дочерью. Садхак Бамакхепа также был известным сиддхом Тары в современную эпоху. Эти последователи внесли в скрытый тантрический культ этого божества публичное религиозное измерение и подчеркнули её материнство.